# Los Maitenes (Los Lagos)
Los Maitenes es un caserío de la comuna de Los Lagos, ubicada en el sector oeste de la comuna, próximo al caserío de Huillines.
Aquí se encuentra la escuela rural El Mirador.

## Hidrología
Los Maitenes se encuentra próximo a los esteros Punahue y Los Palunes.

## Accesibilidad y transporte
A Los Maitenes se encuentra a 38,4 km, se accede desde la ciudad de Los Lagos a través de las Rutas T-45, T-531 y T-533.